# Franz Elfried Wimmer
Franz Elfried Wimmer ( 30 de noviembre de 1881, Niederschrems - † 2 de mayo de 1961, Viena) fue un botánico y teólogo austríaco.
Wimmer contribuyó en la obra "Das Pflanzenreich (El Imperio de las Plantas" de Adolf Engler, a través del tratado de las familias "Campanulaceae-Lobelioideae" (1943 a 1953).

## Algunas publicaciones
- franz elfried Wimmer. 1962. New Illustrated Flora of the Hawaiian Islands. 2 pp.

### Libros
- franz elfried Wimmer. 1957. Campanulaceae-Lobelioideae. Volumen 2 y 107 de Das Pflanzenreich. Editor Akad.-Verl. 552 pp.

- --------------------------. 1953. Lobéliacés. Volumen 186 de Flore de Madagascar et des Comores. Editor	Firmin-Didot, 43 pp.

## Honores

### Epónimos
Género
- (Campanulaceae) Neowimmeria O.Deg. & I.Deg.[1]

Especies
- (Campanulaceae) Centropogon wimmerii Standl.[2]

- (Campanulaceae) Trematolobelia wimmeri O.Deg. & I.Deg.[3]